# Аленький цветочек (балет Гартмана)
«Аленький цветочек» — балет в 5 актах и 8 картинах на музыку российского композитора Фомы Гартмана. В основу либретто, написанного П. А. Маржецким, легла одноимённая сказка Сергея Аксакова. Впервые поставлен 16 декабря 1907 года на сцене петербургского Мариинского театра балетмейстером Николаем Легатом.

## Сценическая жизнь

### Премьера
Пятичасовая генеральная репетиция спектакля перед премьерой прошла 14 декабря 1907 года в присутствии Великого князя Андрея Владимировича и антрепренёра Сергея Дягилева. Через день состоялась премьера балетной постановки в Мариинском театре Санкт-Петербурга (художник Константин Коровин, дирижёр Рикардо Дриго). Образы героев балета воплотили П. А. Гердт (Марко Лугано), А. П. Павлова (Аннунциата), В. А. Трефилова (Фламиния), О. И. Преображенская (Анжелика), М. М. Фокин (Принц), Л. С. Леонтьев (Аленький цветочек), А. Д. Булгаков (Чудовище). Директор Императорских театров В. А. Теляковский так описывал премьеру в своём дневнике: «Театр был совершенно полон. Сбор достиг до 10 000 рублей. Балет, несомненно, имел большой успех, и если бы не длинноты, то успех был бы ещё больше».
Несмотря на успех у публики, критики отнеслись к спектаклю прохладно. Легата как хореографа обвиняли в консерватизме, отсутствии воображения, недостатке вкуса, а музыку Гартмана посчитали недостаточно зрелой и профессиональной, слабой в плане оркестровки. Критик Валериан Светлов, отмечая наличие в партитуре отдельных прелестных номеров, всё же остался недоволен тем, что «большие ансамбли тягучи и длинны, <…> инструментовка страдает однообразием с нарочитою оригинальностью в употреблении некоторых инструментов». В определённой степени сказалась незавершённость работы над постановкой. За десять дней до премьеры Теляковский предложил Гартману сократить последний акт и даже подумывал на месяц отложить премьеру.

### Последующие постановки

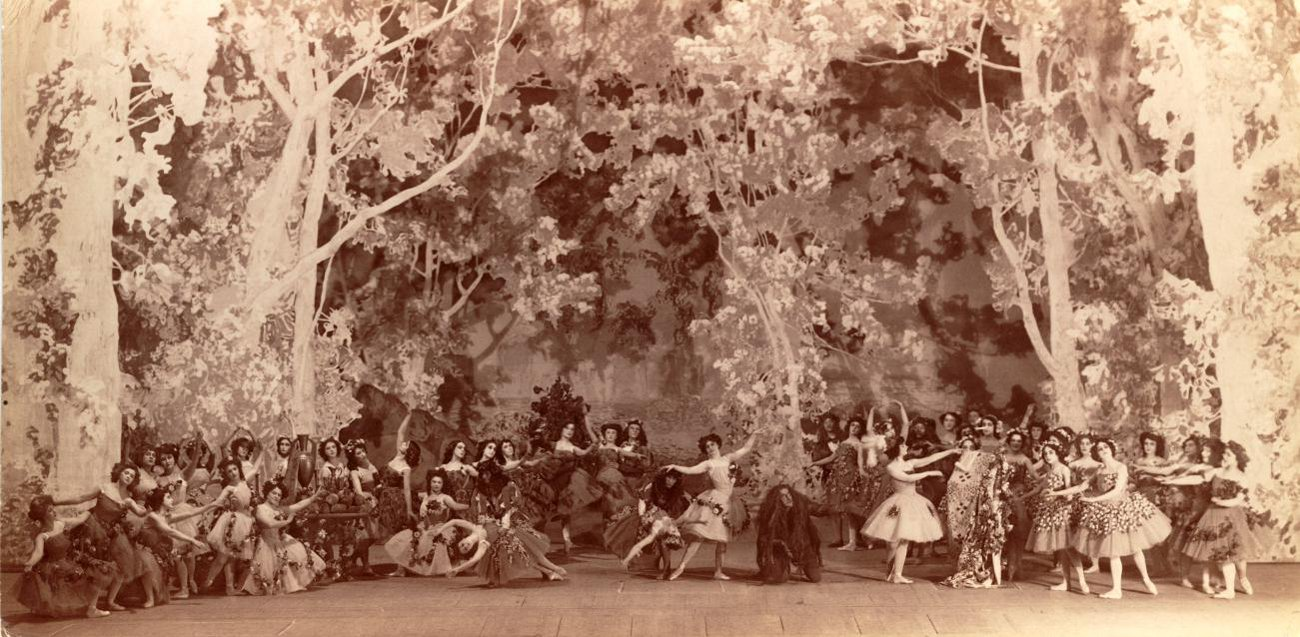
«Аленький цветочек» на сцене Большого театра

На следующих представлениях 9 января и 20 февраля 1908 года, как и на премьере, наблюдался аншлаг. В общей сложности в сезоне 1907/1908 гг. состоялось шесть представлений балета «Аленький цветочек», а в следующем — три. При этом критические отзывы стали на порядок мягче. Газета «Обозрение театров» по этому поводу писала: «В этом сезоне к „Аленькому цветочку“ отнеслись много дружелюбнее и справедливее, чем в прошлом. Обилие репетиций прошлого года сказывается до сих пор: кордебалет знал точно свои места, что показал в сложном вальсе цветов, лучшем месте нового балета. Коллекция восточных танцев 2-го акта интересна, главным образом, для музыканта, балетоманы же к этому акту относятся холодно, так как он имеет характер однообразного дивертисмента. Заслуживает ещё полной похвалы „Фурлана“ первого акта: по музыке, постановке и исполнению».
В начале 1910 года было принято решение осуществить постановку балета «Аленький цветочек» в Москве. Балетмейстером московской постановки стал Александр Горский, который представил новую редакцию балета. В новой версии подверглись корректировке некоторые сцены, были добавлены новые номера, а сам балет был сокращён с пяти до трёх актов. Декорации и костюмы не изменились. Премьера балета «Аленький цветочек» на сцене московского Большого театра состоялась 30 января 1911 года (дирижёр Юрий Померанцев). В сезоне 1910/1911 гг. балет прошёл семь раз, а в следующем состоялось лишь одно представление. Критик Юлий Энгель писал, что балет «Аленький цветочек» в новой редакции никак нельзя назвать новым «ни по сюжету, ни по музыкальной и хореографической разработке, ни даже по постановке». Сдержанной критике подверг балет драматург Сергей Мамонтов. С точки зрения рецензента, московская постановка «Аленького цветочка» представляла собой «смесь „французского с нижегородским“, разобраться в которой становится совершенно невозможно».